# 刘智扬
刘智扬（1988年9月28日—），男，汉族，山东青岛人，中国影视、话剧演员，北京人民艺术剧院演员。代表作有电视剧《我们的法兰西岁月》、《打狗棍》，网络剧《灵魂摆渡》等。